# Tief unten
Tief unten (Originaltitel: Là-bas) ist ein Roman des französischen Autors Joris-Karl Huysmans. In dem 1891 erschienenen Werk wird das Scheitern eines lebensmüden, dekadenten Literaten im Fin de Siècle beschrieben, der in der Beschäftigung mit dem Satanismus Erlösung aus seiner als hässlich und sinnlos empfundenen Gegenwart sucht. Eine breite Rezeption lässt sich für die detaillierte Schilderung einer Schwarzen Messe nachweisen, die als Höhepunkt des Romans angelegt ist.

## Handlung
Der lebensmüde Schriftsteller Durtal, der wie sein Autor dem Ideal der literarischen Dekadenz anhängt und den materialistischen und anti-aristokratischen Naturalismus seiner Gegenwart überwinden möchte, schreibt an einem Roman über den vielfachen Kindermörder Graf Gilles de Rais (ca. 1404–1440), der wegen seiner Verbrechen und blutiger Rituale gehängt wurde. Durtal ist besessen von der Idee des Satanismus, den er für eine Apotheose des Mittelalters und seiner, wie er meint, manichäischen Religiosität hält. Um mehr Informationen zu erhalten, trifft er sich mit verschiedenen Personen mit guten Kenntnissen über Okkultismus, Alchemie, Astrologie und Satanismus, die im Roman in Gesprächen jeweils breit entfaltet werden. Durtal beginnt eine Affäre mit Hyacinthe Chantelouve, einer gleichfalls lebensmüden Verehrerin seiner Bücher, die sich als Teilnehmerin Schwarzer Messen zu erkennen gibt. Nachdem sie ihn nach langem Drängen zu einem solchen Ritual mitgenommen hat, das aus sexuellen Ausschweifungen und wüsten Hostienfreveln besteht, bricht er die Beziehung entsetzt ab. Er zieht sich in die Einsamkeit zurück und kommt zu der desillusionierenden Erkenntnis, dass er, anders als de Rais nicht auf die Vergebung der Kirche und die Rückkehr zum christlichen Glauben hoffen kann.

## Entstehung
Der Roman erschien zunächst als Fortsetzungsroman in der katholischen Zeitung L’Écho de Paris, beginnend mit der Ausgabe vom 15. Februar 1891. In einer redaktionellen Notiz, die an den Anfang des Abdrucks gestellt wurde, behauptete die Redaktion, der Roman basiere auf Tatsachen und verdanke seine „Informationen dem ehemaligen Oberen einer religiösen Bruderschaft, einem der gelehrtesten Priester, einem der geheimnisvollsten Wunderheiler unserer Zeit“.
Als Informant für diesen Roman gilt insbesondere der des Satanismus bezichtigte katholische Priester Joseph-Antoine Boullan (1824–1893), zu dem Huysmans in einem engen Verhältnis stand und dessen Angaben er für zuverlässig hielt.

## Rezeption
Der Roman wurde von der literarischen Kritik nicht gut aufgenommen. Paul Valéry warf Huysmans Sensationalismus vor: Er interessiere sich in der Hauptsache für ausgefallene Vorkommnisse und breite mit Wonne seine minuziösen Kenntnisse „des sichtbaren Unrats und der greifbaren Zoten“ aus. Huysmans, der sich ein Jahr nach Erscheinen des Romans als Laienbruder in ein Kloster begab, beabsichtigte mit seinem Buch, vor den Gefahren des Satanismus zu warnen. Ironischerweise wurde er aber gerade von Satanisten rezipiert, die Tief unten nachgerade als Gebrauchsanweisung für ihre Schwarzen Messen benutzten, da dafür keine zuverlässigen Originalquellen zur Verfügung standen. Auch Léo Taxil, ein antiklerikaler Schwindler, benutzte das Buch als Vorlage für seine Mystifikation eines angeblich satanistischen, „palladischen“ Zweigs der Freimaurerei, der noch lange Glauben geschenkt wurde.

## Adaptionen
- 2018: Joris-Karl Huysmans: Zutiefst da drüben – Regie: Michael Farin (Hörspiel – BR)

### Ausgaben
- Tief unten (Là-Bas). Deutsch von Victor Henning Pfannkuche. Gustav Kiepenheuer Verlag, Potsdam 1921.
- Tief unten. Übersetzt und herausgegeben von Ulrich Bossier. Reclam-Verlag, Stuttgart 1994, ISBN 3-15-008984-0.
- Die Schule der Satanisten. Neuübersetzung von Caroline Vollmann. Haffmans Verlag bei Zweitausendeins, Leipzig 2018, ISBN 978-3-96318-008-8.

### Sekundärliteratur
- Bossier, Ulrich: Nachwort zu Tief unten. Reclam-Verlag 1994, S. 351–374.